# Martin Marietta X-23 PRIME

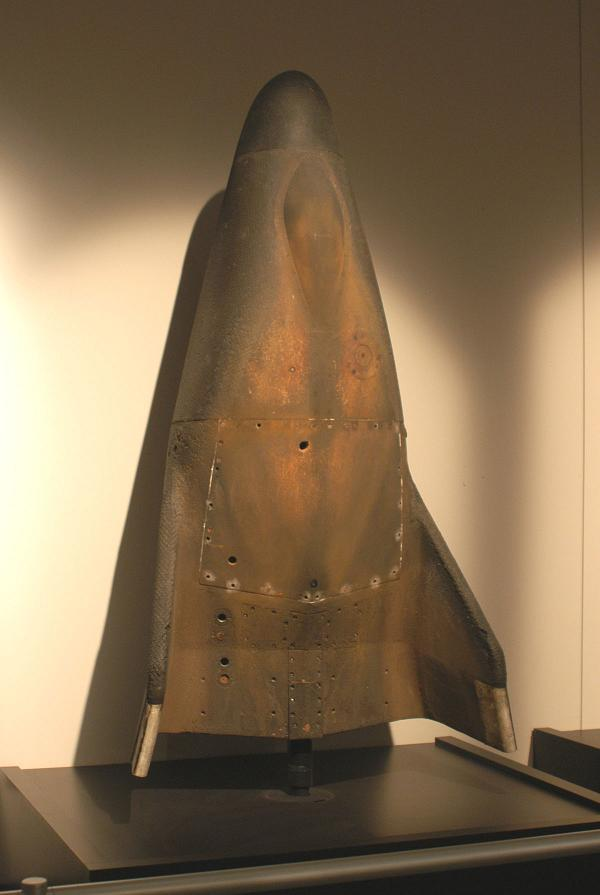
El único X-23 PRIME que fue recuperado con éxito, expuesto en el museo de la USAF en Dayton, Ohio.

X-23 PRIME (Precision Recovery Including Maneuvering Entry) fue un proyecto de mediados de los años 1960 de la USAF, continuación del proyecto START, cuyo propósito era probar la tecnología necesaria para maniobrar cuerpos sustentadores para la reentrada atmosférica con una capacidad de maniobra suficiente como para alcanzar 1100 km de distancia. Las aplicaciones de tal tecnología incluían ojivas para misiles balísticos intercontinentales, cápsulas de retorno de material fotográfico procedente de satélites de reconocimiento y vehículos tripulados. X-23 PRIME era un modelo a subescala de la configuración de cuerpo sustentador tipo SV-5D planeada para el vehículo de pruebas tripulado X-24A.
El vehículo realizó tres vuelos suborbitales, demostrando la capacidad de maniobra requerida y los problemas derivados del uso de un escudo térmico compuesto de materiales ablativos. Pesaba 400 kg y fue construido principalmente en titanio (aleación 2014-T6), con algunas partes de su estructura compuestas de berilio, acero o aluminio.
Para los vuelos de prueba, el X-23 PRIME fue lanzado mediante cohetes Atlas desde la base de Vandenberg. En el punto más alto de su trayectoria el cohete se giraba 180 grados para acelerar la nave hacia una reentrada a velocidades orbitales. El vehículo se separaba del cohete portador y su sistema de guía inercial lo llevaba a un punto de recuperación preseleccionado. El control de actitud se realizaba mediante propulsores de chorros de nitrógeno a alta presión. Durante la reentrada el sistema de control cambiaba automáticamente de los propulsores a las superficies de control aerodinámico.
El escudo térmico estaba formado por fibras de nylon y silicio embebidas en un material ablativo aplicado a una base en forma de panal, todo ello con un espesor de entre 2 y 7 cm según el impacto térmico esperado para cada parte. El morro iba protegido con una resina fenólica de carbono.
La reentrada se daba por finalizada cuando el vehículo disminuía hasta Mach 2, desplegando un paracaídas de frenado, seguido del despliegue de un paracaídas de 14 metros de diámetro a velocidades subsónicas. La nave era recuperada mientras descendía utilizando un avión JC-130B.
En total se realizaron tres vuelos:
- 21 de diciembre de 1966: el vehículo fue lanzado y reentró correctamente, pero el paracaídas de recuperación no llegó a desplegarse y cayó al océano Pacífico.
- 5 de marzo de 1967: de nuevo reentró correctamente, pero varias cuerdas del paracaídas de recuperación no se cortaron correctamente impidiendo la recuperación de la nave, que también cayó al océano Pacífico.
- 19 de abril de 1967: en el tercer vuelo todo funcionó correctamente y el vehículo fue recuperado. El equipo de inspección declaró a la nave apta para volar de nuevo, pero no se llegaron a realizar más lanzamientos.

## Especificaciones
- Longitud: 2,07 m
- Envergadura: 1,16 m
- Altura: 0,64 m
- Masa: 405 kg

### Aeronaves similares
- ASSET
- BOR-4

### Secuencias de designación
- Secuencia X-_ (Aviones eXperimentales estadounidenses, 1948-presente): ← X-20 - X-21 - X-22 - X-23 - X-24A/B/C - X-25 - X-26 →

### Listas relacionadas
- Anexo:Aeronaves de la Fuerza Aérea de los Estados Unidos (históricas y actuales)